# 麥克·米勒
馬爾科姆·詹姆斯·麥考密克（英語：Malcolm James McCormick，1992年1月19日—2018年9月7日），知名于其艺名麥克·米勒（Mac Miller），美國饒舌歌手，詞曲作家和唱片製作人。麥克·米勒出生於賓夕法尼亞州的匹茲堡，他的職業生涯起始於2007年，时年15岁的他發行了混音帶《但我把妹並不順利》（But My Mackin' Ain't Easy），之后在匹兹堡当地嘻哈界崭露头角。2010年，他與總部位於匹茲堡的獨立唱片公司Rostrum唱片簽訂了唱片合約，並發行兩張混音帶《來的超級好貨》與《最好的一天》，这两张作品让他取得職業生涯的重大突破。。
麥克·米勒的首張專輯《藍色滑梯公園(Blue Slide Park)》於2011年在美国公告牌二百强专辑榜登上第一，成为自1995年以来第一张登上美国公告牌二百强专辑榜榜首的独立发行首张专辑。2013年，米勒創立了自己的廠牌「REMember Music」；同年他發行了第二張錄音室專輯《觀賞無聲電影》。此后他离开了Rostrum，并於2014年10月與主流唱片發行商華納兄弟唱片公司簽約，並發行了三張錄音室專輯：《早安》（2015）、《女神信仰》（2016）、《游泳》（2018）。其中，專輯《游泳》入围格莱美奖最佳说唱专辑奖项。。此外，他还以Larry Fisherman作为艺名，为自己和其他艺人的音乐作品担任唱片制作人。
米勒一直有藥物濫用的問題。他於2018年9月7日因意外过量服用可卡因、芬太尼和酒精被發現昏迷於洛杉磯家中，搶救後不治，死因為藥物過量，年仅26岁。

## 生平与职业生涯

### 1992–2010年：早年生活与职业生涯伊始
1992年1月19日，麦考密克出生于宾夕法尼亚州州匹兹堡Point Breeze社区。他的母亲凯伦·迈尔斯（Karen Meyers）是一位摄影师，父亲马克·麦考密克（Mark McCormick）是一位建筑师，他还有一个哥哥，米勒（Miller）。他的母亲是犹太人，父亲是基督徒。他和哥哥从小接受犹太教信仰，但他进入天主教学校就读，为了确保他得到“良好的教育，并有机会参加美式足球和长曲棍球运动”。他曾在温彻斯特瑟斯顿学校就读过一段时间，但最终毕业于泰勒奥尔德迪斯高中。
米勒是一位自学成才的音乐家，6岁时就会演奏钢琴、吉他、爵士鼓和贝斯。他从14岁开始说唱。在此之前，他想成为一名歌手。在高中时，他决定专注于他的说唱事业，后来他回忆时说：“我15岁的时候开始认真对待说唱，这彻底改变了我的生活……我以前很喜欢运动，参加所有的体育运动，参加所有的高中派对。但当我发现嘻哈几乎可以成为一份工作以后，我就一心扑在上面了。”
他最初的艺名是Easy Mac（通常写作EZ Mac），并以这个名字在2007年发行了他的第一张混音带《But My Mackin' Ain't Easy》，当时他只有15岁。2008年，Easy Mac与同为匹兹堡说唱歌手的Beedie组成了名为The Ill Mind的说唱二人组，并发行了一张名为《How High》的混音带。在这张混音带发行后不久，两人决定分道扬镳，专注于各自的个人事业。到2009年，他以麥克·米勒（Mac Miller）的艺名确立了自己的地位，并发布了两张混音带：《The Jukebox: Prelude to Class Clown》和《The High Life》。在2010年匹兹堡嘻哈音乐奖上，米勒获得了21岁以下年度最佳艺人奖和“Live Free”的最佳嘻哈音乐录影带奖。

### 2010–2013年：职业生涯突破、《藍色滑梯公園》和《觀賞無聲電影》

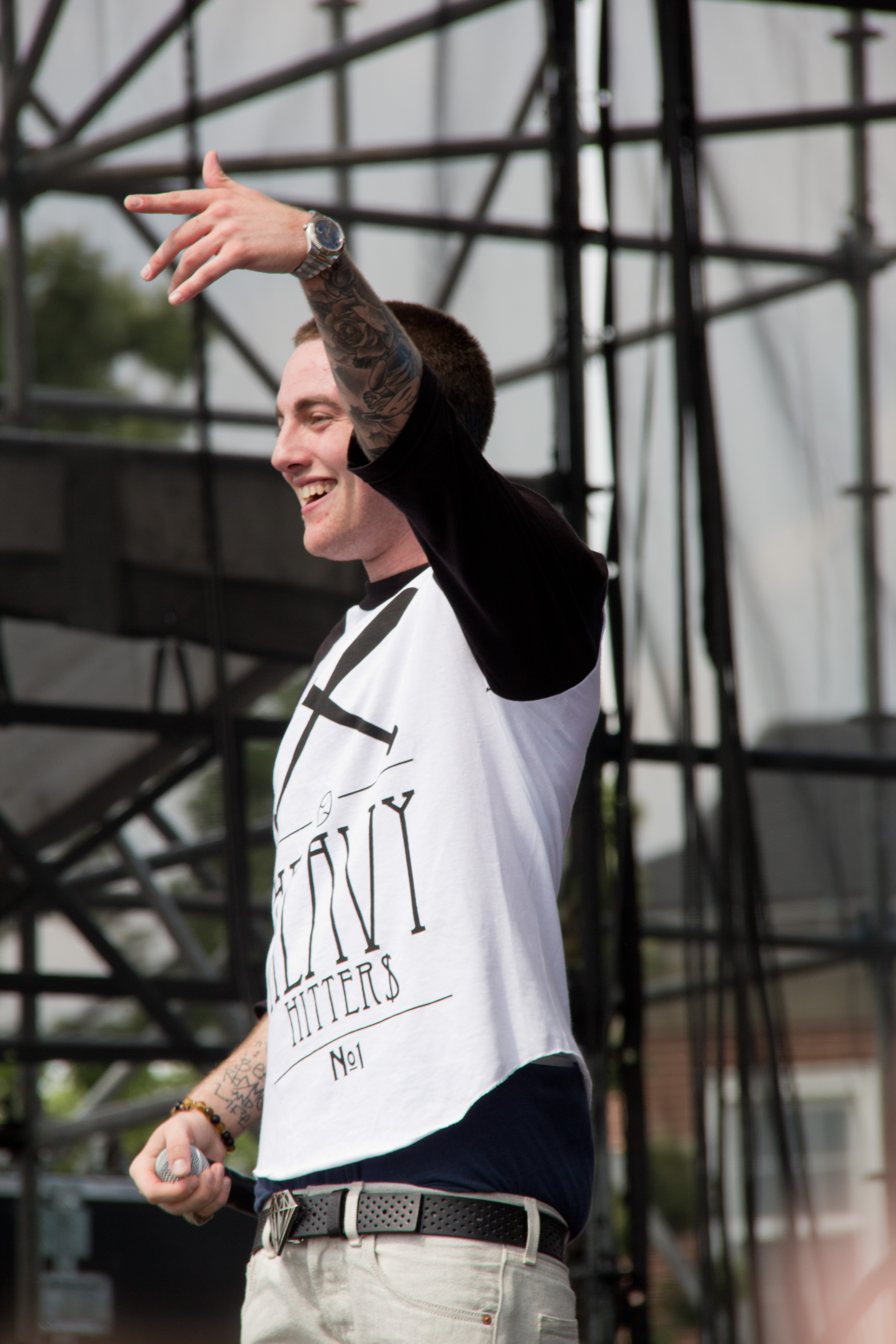
米勒在2011年纽约市州长舞会上表演

2010年7月，在准备发行他的混音带《來的超級好貨》之际，米勒与匹兹堡的独立厂牌Rostrum Records签约。Rostrum总裁本杰明·格林伯格在ID Labs与维兹·卡利法录制音乐时遇到了米勒。尽管格林伯格开始向米勒提供建议，但他对参与米勒的职业生涯并不感兴趣，直到米勒开始创作《來的超級好貨》，因为他“注意到他的声音和音乐创作方式都变得成熟了”。那时，米勒已经开始吸引其他唱片公司的兴趣，但他选择了Rostrum，因为它位于他的家乡，而且与说唱歌手维兹·卡利法有联系。《來的超級好貨》由Rostrum于2010年8月发行。尽管缺乏电台播放和主流艺人的客串演出，随着接连不断的巡演行程以及他在社交媒体的声量，米勒凭借这一混音带取得了职业生涯的突破。
《XXL》杂志在2011年的年度XXL Freshman“新生代班级”名单中把米勒列入其中，同一名单还包括肯德里克·拉马尔和米克·米尔在内的其他10位说唱歌手。2011年3月，米勒发布了他的第五张混音带《最好的一天》。其中的单曲《唐纳德·特朗普》成为他第一首登上美国公告牌百强单曲榜的歌曲，最高排名第75位，并获得了美国唱片业协会的白金唱片认证。同样在2011年3月，他发布了一张包含六首歌曲的迷你专辑《On and On and Beyond》。这张迷你专辑旨在吸引新的听众，其中四首歌曲之前收录在他的混音带中。这张迷你专辑是他首次进入美国公告牌二百强专辑榜专辑榜，排名第55位。在他的首张录音室专辑发行之前，为了庆祝推特粉丝数达到一百万，米勒于2011年10月14日发布了他的第六张混音带《I Love Life, Thank You》。
米勒的首张录音室专辑《藍色滑梯公園》于2011年11月8日发行。该专辑首周销量为144,000张，登上公告牌二百强专辑榜榜首，成为自1995年Tha Dogg Pound的专辑《Dogg Food》以来第一张获得此成绩的独立发行首张专辑。专辑中的三首歌曲“Smile Back”、“Frick Park Market”和“Party on Fifth Ave." 均登上了公告牌百强单曲榜，分别排名第55、60和64位。《藍色滑梯公園》在美国和加拿大获得了金唱片认证。尽管《藍色滑梯公園》取得了令人印象深刻的商业成绩，但它得到的评论褒贬不一。
2012年3月23日，米勒发布了他的第七张混音带《Macadelic》。单曲《Loud》在公告牌百强单曲榜上排名第53位。2012年年中，米勒首发了由菲瑞·威廉斯制作的两首歌曲，这两首歌曲来自计划中的合作迷你专辑《Pink Slime》。据米勒说，到2012年8月，至少有十首歌曲已经完成，但该项目尽管经过了多年的努力，但最终没有发行。2012年11月21日，米勒以Larry Lovestein & The Velvet Revival的艺名发行了一张迷你专辑《You》。这张迷你专辑没有说唱，而是以米勒在悠闲的爵士乐器伴奏下哼唱为主。

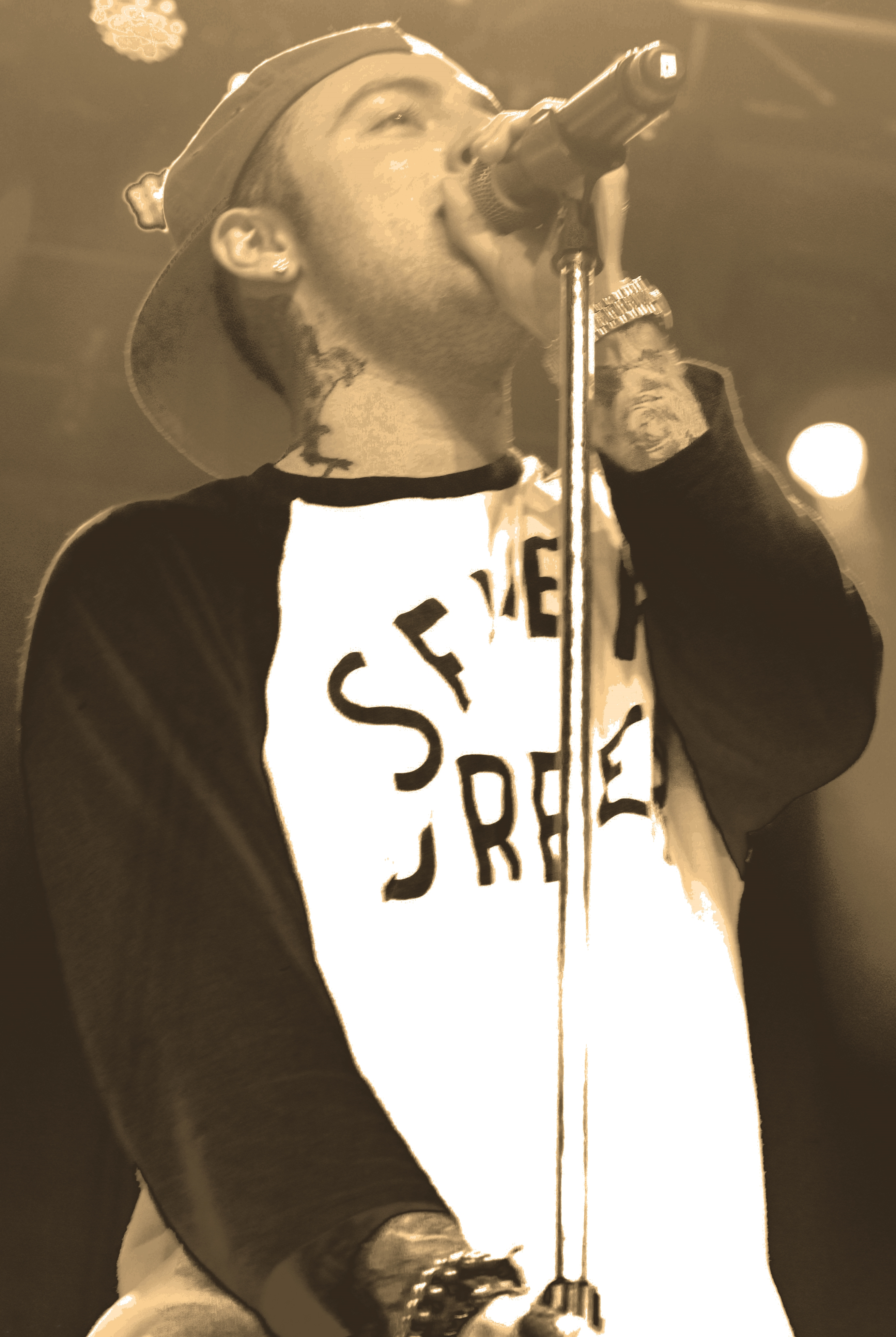
米勒在2013年10月的The Space Migration Tour巡演中

2013年初，米勒创立了唱片公司REMember Music，以纪念一位已故的朋友。该厂牌主要专注于匹兹堡的艺人，以及米勒的分身艺人的作品发行。米勒主演了自己的真人秀节目《麦克·麦勒和他的最酷帮》，该节目在MTV2播出。该节目记录了他即将发行的第二张录音室专辑的制作过程，并于2013年2月26日首播。2013年3月4日，米勒发行了一张混音带《Run-On Sentences, Volume One》，其中只收录了他自己以Larry Fisherman为艺名制作的器乐曲。同月晚些时候，米勒参与了歌手爱莉安娜·格兰德为其首张专辑《Yours Truly》创作的主打单曲《The Way》；这首歌曲是米勒在公告牌百强单曲榜上排名最高的歌曲，排名第9位，并获得了RIAA的三白金认证。
他的第二张录音室专辑《觀賞無聲電影》于2013年6月18日发行。这张专辑获得了普遍的好评，大多数评论家都称赞他全新的迷幻风格。这张专辑在公告牌二百强专辑榜上排名第三，首周销量为102,000张。这张专辑产生了三首单曲：《S.D.S.》、《Watching Movies》和《Goosebumpz》。这张专辑还邀请了Schoolboy Q、Ab-Soul、Earl Sweatshirt、造物主泰勒、Action Bronson和Jay Electronica等艺人客串演唱。米勒说，这张专辑“非常内省，非常个人化，所以有点像把一切都抛出来，看看会发生什么”。
2013年9月20日，匹兹堡市长卢克·雷文斯塔尔向米勒颁发了城市钥匙，并将这一天定为“麦克·米勒日”。米勒与文斯·斯台普斯合作制作了混音带《Stolen Youth》。2013年10月31日，米勒以Delusional Thomas的艺名，自己制作并发行了一张同名混音带《Delusional Thomas》。2013年12月17日，米勒发行了现场专辑《Live from Space》，其中包含了他在The Space Migration Tour巡演期间与乐队The Internet合作表演的九首歌曲，以及五首从他的第二张专辑中删减的录音室录制曲目。

### 2014–2018年：《GO:OD AM》、《The Divine Feminine》和《Swimming》
2014年1月，米勒与Rostrum Records的合约到期后离开了这家厂牌。2014年5月11日，米勒独立发行了他的第十张个人混音带《Faces》。《告示牌》的科林·斯图茨写道，这张包含24首歌曲的混音带“展现了米勒内省的一面，他对自己的吸毒、名声和过去进行了反思”。《Pitchfork》的克雷格·詹金斯称《Faces》是米勒“迄今为止最真诚、最个人化的作品”。米勒后来回忆起《Faces》，指出他在录制这张混音带时过着吸毒成瘾的生活。米勒的真人秀节目《麦克·麦勒和他的最酷帮》第二季于2014年年中在MTV2播出。
2014年10月，米勒与主流厂牌华纳唱片签署了一份REMember Music的唱片合约和发行协议。他选择华纳是因为它是他在接触过的公司中“最独立思考”的公司。米勒的第三张录音室专辑和主流厂牌的首张专辑《早安》于2015年9月18日发行。这张专辑在公告牌二百强专辑榜上排名第四，销量为87,000张专辑等价单位。这张专辑和单曲《Weekend》（与歌手米格尔合作演唱）分别获得了RIAA的金唱片和白金唱片认证。2015年12月29日，米勒以Larry Fisherman为艺名，发布了他的第一张器乐混音带的续作《Run-On Sentences, Volume Two》。

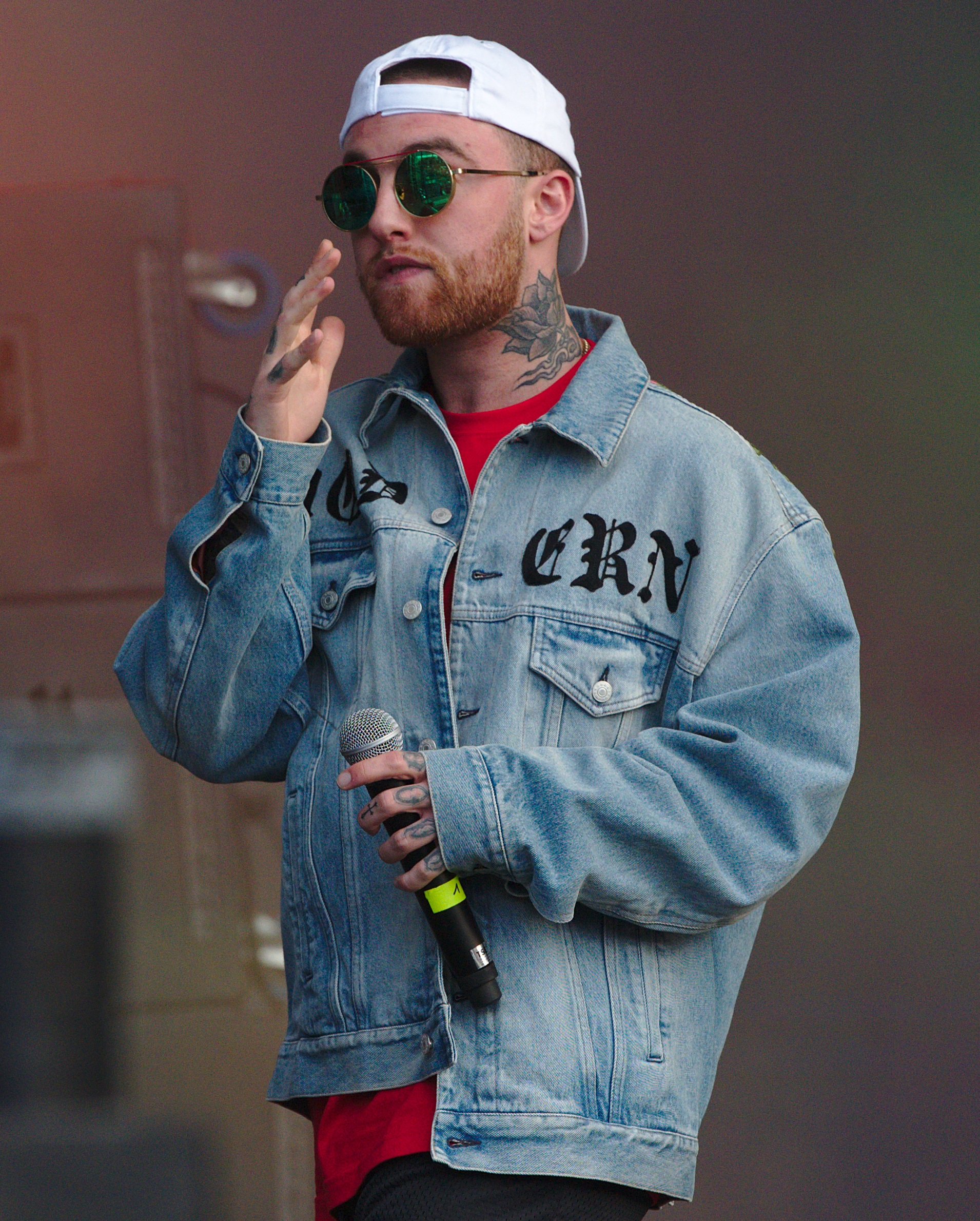
米勒在2017年德国Splash!音乐节上表演

在完成《早安》后，米勒立即开始创作他的下一张录音室专辑，他想探索爱情这种情感。他的第四张录音室专辑《女神信仰》于2016年9月16日发行。这张专辑中米勒的演唱部分几乎和说唱部分一样多，并融合了节奏布鲁斯、爵士乐和放克等音乐类型。这张专辑获得了积极的评价，《Pitchfork》杂志称这张专辑在对爱情的刻画上简洁而精致，从而突出了米勒的艺术性。《女神信仰》在公告牌二百强专辑榜上排名第二，在告示牌的最佳节奏布鲁斯/嘻哈专辑榜上排名第一，销量为48,000张。
米勒的第五张录音室专辑《游泳》于2018年8月3日发行，获得了评论家们的好评。《Pitchfork》杂志将这张专辑描述为由“感伤的灵魂和律动的放克”组成，表达他对心碎和自身心理健康问题的探索。《游泳》在公告牌二百强专辑榜上排名第三，销量为66,000张，这是他在美国发行的第五张连续进入前五名的专辑。米勒最后一次公开演出包括2018年8月6日发布的NPRTiny Desk Concert，以及2018年9月3日在洛杉矶好莱坞的Hotel Café举办的一场小型宣传演出，两场演出都是为了宣传《游泳》。在他于2018年9月去世后，单曲《Self Care》在公告牌百强单曲榜上排名上升至第33位，这是他当时作为主唱艺人排名最高的歌曲。《游泳》在第61届格莱美奖上获得了格莱美奖最佳说唱专辑提名。

### 身后发行
2019年6月，米勒的遗产管理机构开始批准发行他的身后音乐作品，包括与Free Nationals和卡莉·乌奇斯合作的单曲《Time》，以及与88-Keys和希雅合作的单曲《That's Life》。2020年1月8日，米勒的家人宣布了他的第一张身后专辑《生生不息》，该专辑于当月晚些时候的1月17日发行。在米勒去世之前，他一直在创作这张专辑，作为《游泳》的姊妹专辑。专辑的制作由乔恩·布里昂完成，他曾与米勒合作过这两张专辑。《生生不息》在公告牌二百强专辑榜上排名第三，销量为164,000张，这是他专辑销量最高的一周。其中的单曲《Good News》成为他作为主唱艺人排名最高的歌曲，在公告牌百强单曲榜上排名第17位。
2020年4月29日，他2010年的混音带《來的超級好貨》再版发行，随后在8月13日发行了豪华版，以庆祝其发行十周年，其中包括两首之前未发行的歌曲——“Ayye”和“Back in the Day”。同样，2021年10月15日，他2014年的混音带《Faces》也在其最初发行七年多后进行了再版。他2011年的混音带《I Love Life, Thank You》于2022年7月22日再版。2022年10月，爵士钢琴家罗伯特·格拉斯珀发行了歌曲“Therapy Pt. 2”，其中收录了米勒的演唱。
2023年3月28日，嘻哈制作人Madlib在接受Sway Universe采访时宣布，他正在完成一张他与米勒在几年前就开始创作的专辑，并确认米勒的遗产管理机构已准许他发行这张专辑。
2024年3月22日，歌曲“The Quest”在音乐流媒体平台上首次亮相。这首歌曲最初收录在米勒的专辑《觀賞無聲電影》2023年发行的十周年纪念黑胶唱片中，由米勒本人制作，并融入了与米勒多次合作的歌手乔恩·布里昂的歌曲“Phone Call”的元素。
米勒的第二张身后专辑《Balloonerism》在2025年1月17日发行。这一张专辑在2014年录制完成，跟《Faces》的发行在同一段时间。

## 音乐风格

### 音乐风格与发展
在米勒的职业生涯早期，他的音乐被广泛认为是“兄弟会说唱”，歌词主要集中在聚会、吸食大麻，以及对名利、金钱和女人的渴望。在《藍色滑梯公園》获得褒贬不一的评价后，米勒在后续的作品中展现更强的感情表达和实验性探索。到《游泳》发行时，《滾石》杂志的一篇评论指出，米勒已经摆脱了他兄弟会说唱歌手的形象。
米勒在他的职业生涯中也尝试过爵士乐。2012年，米勒以Larry Lovestein and the Velvet Revival的艺名发行了迷你专辑《You》，其中收录了酒廊音乐风格的爵士乐曲目。在谈到Larry Lovestein这个角色时，米勒说：“我一直有一种奇怪的幻想，想成为一个七十岁的酒廊爵士歌手。”
在米勒职业生涯的后半段，他的音乐进一步融入了爵士乐元素，并扩展到放克和节奏布鲁斯。《Faces》融入了爵士乐元素，而《女神信仰》和《游泳》都被音乐出版物描述为爵士说唱。《滾石》杂志的作家丹尼·施瓦茨还将《游泳》描述为“涵盖了说唱、放克和trip-hop”。

### 影响
米勒将Big L、劳伦·希尔、野兽男孩、Outkast和A Tribe Called Quest列为对他有影响的音乐人。他与同为匹兹堡说唱歌手的维兹·卡利法关系密切，他说：“到目前为止，维兹一直是我在音乐方面的大哥。我们的关系超越了音乐。无论我是否会继续做音乐，他都是我的好兄弟。”米勒还表达了对约翰·列侬的钦佩，他声称他的iPhone背景是列侬的照片，而且他“很久很久以前”就是列侬的粉丝了。米勒身上还有多处列侬的纹身，包括列侬的脸部纹身和列侬的歌曲《Imagine》的纹身。

## 个人生活
米勒曾向大眾坦承他有藥物濫用和抑鬱的问题。为了应对2012年Macadelic巡演期间的压力，他開始服用沒有處方箋的感冒糖漿异丙嗪，日後演變成對“紫水”上癮；这是一種流行於美國，含有可待因藥物的派對飲料。2013年1月，米勒告诉《Complex》杂志：“我喜欢紫水，它很棒。我不开心，而且我非常依赖紫水。我总是醉醺醺的，情况很糟糕。我的朋友们甚至都不敢再用以前的眼光看我。我迷失了方向。”他在拍摄真人秀节目《麦克·米勒和他的最酷帮》之前，于2012年11月戒掉了异丙嗪。2014年，米勒每天都在吸毒，他觉得《Faces》的最后一首歌曲“Grand Finale”是“他在地球上创作的最后一首歌曲”。2015年8月，米勒在接受《告示牌》杂志采访时回忆起那段时期，他评价说，从那以后他“绝对变得更健康”了，但“还没有完全戒毒”。在2016年2月的一部纪录片中，米勒表示他“讨厌”清醒，但到2016年10月，他已经戒毒三个月了，他注意到自己的情绪变好了，而且保持了创造力。然而，当2017年4月被问及他的戒毒情况时，米勒说他现在“过着正常的生活”。
米勒与作家诺米·莱热交往了七年，直到2016年才分手，两人在中学时相识。他在混音带《Macadelic》中的许多歌曲都是关于他们之间的感情的。2016年8月至2018年5月，米勒与歌手爱莉安娜·格兰德交往。

### 法律问题
2011年2月，米勒在纽约上州巡演期间，他与朋友因持有毒品被捕，并在监狱里过了一夜。米勒说这个案子已经“结案”了。
2012年7月，制作人Lord Finesse对米勒、Rostrum Records和DatPiff提起了一项1000万美元的诉讼，原因是米勒在2010年的混音带歌曲“Kool-Aid and Frozen Pizza”中使用了菲内斯歌曲“Hip 2 Da Game”的采样。2012年12月，该诉讼在庭外和解，其条款保密。
2015年3月，乐队Aquarian Dream对米勒提起了一项15万美元的诉讼，原因是米勒在2014年的混音带《Faces》中的歌曲“Therapy”中使用了他们的歌曲“Yesterday (Was So Nice Today)”的采样。
2018年5月，米勒因撞上一根电线杆后与两名乘客逃离现场而被捕，罪名是酒后驾驶和肇事逃逸。警方从他的车牌号获得了他的地址，当警方赶到他家时，米勒承认了自己的罪行。他被拘留，并以15,000美元的保释金获释。2018年8月，米勒因该事件被指控犯有两项酒后驾驶罪。米勒在传讯前去世，指控被撤销。

## 去世
2018年9月7日，米勒的私人助理在他位于洛杉矶影视城的家中发现他失去意识，于是拨打了9-1-1，并在医护人员赶到之前对他进行了心肺复苏。米勒在太平洋夏令时上午11:51被宣布当场死亡。他原本计划在去世当天拍摄一部音乐录影带，并计划在10月开始他的《游泳》巡演。
米勒在他的遗嘱中指定他的母亲、父亲和哥哥为受益人。他被安葬在他家乡匹兹堡的霍姆伍德公墓，葬礼以犹太教仪式举行。2018年11月5日，洛杉矶县验尸官办公室确定米勒死于意外药物过量，原因是芬太尼、可卡因和酒精的“多重藥物中毒”。
2018年9月11日，数千名粉丝在匹兹堡的弗里克公园的藍色滑梯公園为米勒举行了守夜活动，藍色滑梯公園是他的首张专辑名称的灵感来源；这里至今仍是人们缅怀他的地方。2018年10月31日，在洛杉矶的希腊剧院举行了一场名为“麦克·米勒：生命的庆典”的致敬音乐会。他的许多朋友和合作伙伴在音乐会上进行了表演或发表了讲话；筹集的款项捐赠给了新成立的麦克·米勒环形基金会，该基金会旨在纪念他，支持青年艺术和社区建设项目。到2019年1月，该慈善机构已筹集了超过70万美元。2019年5月，更名为麦克·米勒基金会的该机构发放了第一批赠款，其中包括向MusiCares提供的5万美元，用于启动他们的麦克·米勒遗产基金，以帮助有药物滥用问题的年轻音乐人。
2019年9月，三名男子在对米勒之死的调查中被捕。卡梅伦·詹姆斯·佩蒂特被指控在米勒去世前两天向他出售了含有芬太尼的假冒羟考酮药片，这些药片由瑞安·里维斯交给佩蒂特，并由斯蒂芬·沃尔特提供。米勒曾向佩蒂特索要Percocet（一种含有羟考酮的处方止痛药），以及可卡因和阿普唑仑。调查人员认为米勒在死前吸食了掺有芬太尼的药片。这三名男子被指控犯有共谋和分发导致死亡的毒品罪。
2022年4月18日，里维斯因其在分发药片中的作用被判处十年监禁。2022年5月17日，沃尔特因其在事件中的作用被判处17年6个月监禁。卡梅伦·詹姆斯·佩蒂特正在服刑，刑期不详，预计将于2024年10月14日获释。

## 作品列表
录音室专辑
- 《藍色滑梯公園》（2011）
- 《觀賞無聲電影（英语：Watching Movies with the Sound Off）》（2013）
- 《早安（英语：GO:OD AM）》（2015）
- 《女神信仰（英语：The Divine Feminine）》（2016）
- 《游泳（英语：Swimming (Mac Miller album)）》（2018）
- 《生生不息（英语：Circles (Mac Miller album)）》（2020）

## 影视作品
| 年份       | 标题                          | 角色    | 备注                        | Ref.            |
| ---------- | ----------------------------- | ------- | --------------------------- | --------------- |
| 2011       | 《單身御姐》                  | 他自己  | 2集                         | [ 23 ]          |
| 2012       | 《明星大整蛊》                | 他自己  | 一集：“麦克·米勒”           | [ 135 ]         |
| 2013、2015 | 《逞能倒霉蛋》                | 他自己  | 2集                         | [ 136 ] [ 137 ] |
| 2013–2014  | 《麦克·麦勒和他的最酷帮》     | 他自己  |                             | [ 138 ]         |
| 2013       | 《惊声尖笑5》                 | D'Andre | 电影                        | [ 139 ]         |
| 2014       | 《Loiter Squad》              | Dave    | 一集：“Stone Cold Stunner”  | [ 140 ]         |
| 2015       | 《你好吗，丹尼尔·约翰斯顿？》 | 无      | 短片；执行制片人            | [ 141 ]         |
| 2019       | 《Shangri-La》                | 他自己  | 一集：“Wrestling”；身后发行 | [ 142 ]         |

## 外部連結
- 官方网站
- Mac Miller（页面存档备份，存于） on MTV
- 麥克·米勒在互联网电影资料库（IMDb）上的資料（英文）